# Janez Bleiweis
Janez Bleiweis (ur. 19 listopada 1808 w Kranju, zm. 29 listopada 1881 w Lublanie) – słoweński lekarz, weterynarz, działacz kulturalny i polityczny.

## Życiorys
W latach 1832–1835 ukończył studia humanistyczne i weterynarię na Uniwersytecie Wiedeńskim. Pracował jako weterynarz i protomedyk w Kranju.
Od 1842 roku był sekretarzem pisma „Kmetijska družba” i redaktorem tygodnika „Kmetijske in rokodelske novice”. Był członkiem Chorwackiej Akademii Nauki i Sztuki od jej powstania w 1866 roku. Wniósł wkład w rozwój literackiego języka słoweńskiego i popularyzację jego zapisu zmodyfikowanym alfabetem chorwackim. Był działaczem słoweńskiego odrodzenia narodowego. Reprezentował umiarkowane nurty konserwatywne.